# Wisegal
Wisegal is een op feiten gebaseerde televisiefilm uit 2008 onder regie van Jerry Ciccoritti. Het opnemen van de film ging van start op 30 oktober 2007. De hoofdrollen zijn voor Alyssa Milano en Jason Gedrick

## Verhaal
Patty Montanari is een weduwe en de moeder van twee kinderen. Ze gaat de misdaad in wanneer ze een relatie krijgt met de crimineel Frank Russo en voor hem begint te werken.

## Rolverdeling
| Acteur                 | Personage            |
| ---------------------- | -------------------- |
| Alyssa Milano          | Patty Montanari      |
| Jason Gedrick          | Frank Russo          |
| James Caan             | Salvatore Palmeri    |
| Janet Wright           | Angie                |
| Kyle Harrington        | Nino Montanari       |
| Anthony Moniz Lancione | young Nino Montanari |
| Alessandro Costantini  | Joey Montanari       |
| Louca Tassone          | young Joey Montanari |
| Heather Hanson         | June                 |
| Zak Longo              | Mouse Russo          |
| Tulsi Balram           | Singer               |
| Anthony Melchiorri     | Uncle Tito           |
| Jason Blicker          | Dante Montanar       |
| Alvaro D'Antonio       | Vito                 |